# Ломница (община Врабчище)
Вижте пояснителната страница за други значения на Ломница.
Ломница (на македонска литературна норма: Ломница; на албански: Llomnica) е село в община Врабчище, Северна Македония.

## География
Селото е разположено северно от Гостивар в източните склонове на планината Шар на река Маздрача.

## История
В обобщен списък на джизието на немюсюлманите от вилаета Калканделен от 18 юли 1628 година селото е отбелязано като Ломниче, с 6 ханета (домакинства).
В края на XIX век Ломница е албанско село в Тетовска каза на Османската империя. Според статистиката на Васил Кънчов („Македония. Етнография и статистика“) в 1900 година Ломница има 166 жители арнаути мохамедани.
В 1913 година селото попада в Сърбия. Според Афанасий Селишчев в 1929 година Ломница е село в Сенокоска община в Долноположкия срез и има 64 къщи с 360 жители албанци.
Според преброяването от 2002 година селото има 574 жители.
| Националност | Всичко |
| македонци    | 1      |
| албанци      | 571    |
| турци        | 0      |
| роми         | 0      |
| власи        | 0      |
| сърби        | 0      |
| бошняци      | 0      |
| други        | 2      |